# 北浜東郵便局

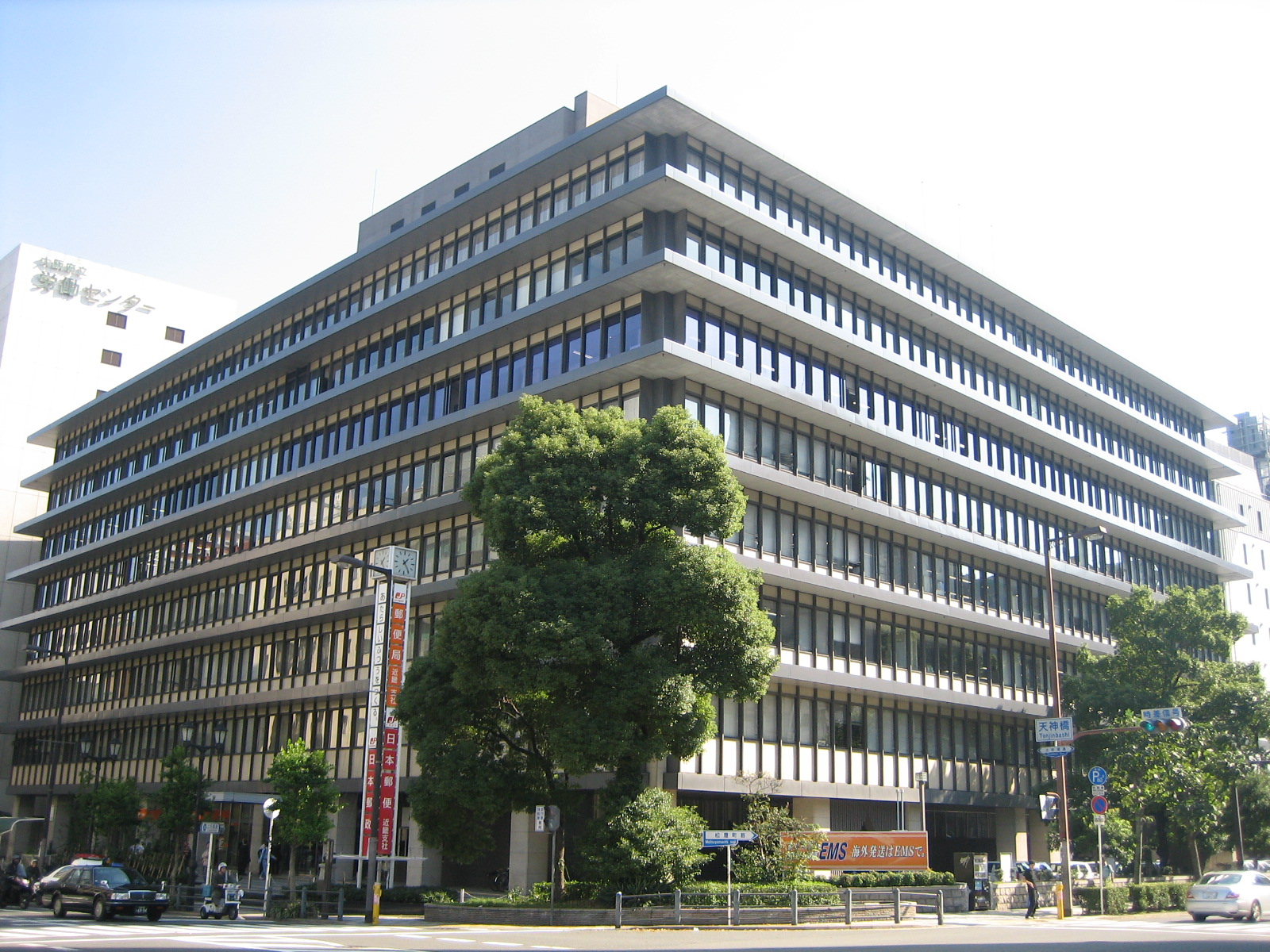
北浜東郵便局が入居する日本郵政グループ大阪ビル（2008年10月）

北浜東郵便局（きたはまひがしゆうびんきょく）は、大阪府大阪市中央区北浜東にある郵便局。民営化前の分類では無集配普通郵便局であった。

## 概要
住所：〒540-0031 大阪府大阪市中央区北浜東3-9
日本郵政グループ大阪ビル（旧日本郵政公社近畿支社社屋、旧郵政省（郵政事業庁）近畿郵政局庁舎）1階に設置されている。
入居する建物は2007年（平成19年）10月1日の民営化後、郵便局株式会社（現・日本郵便株式会社）が「日本郵政グループ大阪ビル」として所有、当局のほか日本郵便株式会社近畿支社、ゆうちょ銀行近畿エリア本部（統括機能）、かんぽ生命保険大阪支店、日本郵政株式会社近畿ファシリティセンターが入居している。
局番号および局所コードは、大阪府南河内郡千早赤阪村にあった千早郵便局（1987年（昭和62年）3月23日に廃止、同日、千早簡易郵便局を設置、局番号も41291→41842と変更）の番号を復帰させて使用している。

## 沿革
事実上の前身である「大阪中央郵便局北浜東分室」の沿革については大阪中央郵便局#沿革を参照のこと
- 2007年（平成19年）7月30日 - 無集配普通郵便局である北浜東郵便局として開局[2]。
- 2007年（平成19年）10月1日 - 民営化。
- 2012年（平成24年）10月1日 - 日本郵便株式会社発足。

## 取扱内容
- 郵便、印紙、ゆうパック、内容証明
- 貯金、為替、振替、振込、国際送金、国債
- 生命保険、バイク自賠責保険
- 地方公共団体事務（大阪市ごみ処理券の販売）
- ゆうちょ銀行ATM

## 周辺
- 中之島公園
- 大阪府立労働センター（エル・おおさか）
- 天神橋

## アクセス
- 京阪および地下鉄 北浜駅または天満橋駅から徒歩約7分
- 大阪シティバス 天神橋停留所下車
- 駐車場なし